# Рижская 34 средняя школа
Рижская 34 средняя школа (латыш. Rīgas 34. vidusskola) — одна из школ Риги, расположенная по адресу улица Кандавас, дом 4, в районе Засулаукс, но также имеющая филиал по адресу улица Вирцавас, дом 7.

## История
Здание школы было построено в 1934 году как 46-я начальная школа города Риги в стиле функционализма по проекту архитектора Альфреда Гринберга. После Второй мировой войны она была переименована в 40-ю семилетнюю школу Риги, а в 1953 году — в 34-ю среднюю школу Риги с преподаванием на русском языке.
В 1962 году 34-я средняя школа Риги получила статус профессионально-технического училища с 11-летним обучением. Учащиеся школы получали не только аттестат о среднем образовании, но и свидетельство о профессиональной квалификации о приобретении ими профессии швеи, вязальщицы или слесаря. С 1963 года в школе началось углубленное изучение иностранных языков (английского с 1-го класса, французского и немецкого с 5-го класса). В 1968 г. к зданию в архитектурно примитивном исполнении были пристроены несовместимые с исторической постройкой флигели (архитекторы Э. Абулс, Н. Марковс).
В 2015 году была объединена с Рижской средней школой №68. Классы начальной школы (1–4 классы) учатся на улице Вирцавас, 7, классы средней школы (5–12 классы) учатся на улице Кандавас, 4, а уроки спорта проходят в спортивном зале школы на улице Дзирциема, 1C.